# Oost-Saksisch voetbalkampioenschap 1910/11
In 1910/11 werd het achtste voetbalkampioenschap van Oost-Saksen gespeeld, dat georganiseerd werd door de Midden-Duitse voetbalbond. Dresdner SC werd kampioen en plaatste zich voor de Midden-Duitse eindronde. De club verloor meteen van Hallescher FC Wacker.

## 1. Klasse
| Plaats | Club                       | Wed. | W  | G | V  | Saldo | Ptn.  |
| ------ | -------------------------- | ---- | -- | - | -- | ----- | ----- |
| 1.     | Dresdner SC 1898           | 14   | 10 | 2 | 2  | 65:20 | 22:6  |
| 2.     | Dresdner FC Guts Muts 1902 | 14   | 8  | 2 | 4  | 51:27 | 18:10 |
| 3.     | BC Sportlust 1900 Dresden  | 14   | 8  | 2 | 4  | 43:27 | 18:10 |
| 4.     | VfB 1903 Dresden           | 14   | 8  | 1 | 5  | 44:34 | 17:11 |
| 5.     | FC Habsburg 1906 Dresden   | 14   | 6  | 2 | 6  | 31:30 | 14:14 |
| 6.     | FC Dresdensia 1898 Dresden | 14   | 6  | 0 | 8  | 32:53 | 12:16 |
| 7.     | Dresdner FC von 1893       | 14   | 3  | 1 | 10 | 22:37 | 7:21  |
| 8.     | FV Sachsen 1900 Dresden    | 14   | 2  | 0 | 12 | 20:70 | 4:24  |

|  | Kampioen, geplaatst voor Midden-Duitse eindronde |
|  | Degradatie play-off                              |

## Degradatie play-off
|             |                         |       |                              |  |
| 9 juli 1911 | FV Sachsen 1900 Dresden | 5 – 1 | Dresdner FC Fußballring 1902 |  |
| 9 juli 1911 |                         |       |                              |  |